# BK SKA Alma-Ata
Basketbolnyj kloeb Sportivny Kloeb Armii Alma-Ata (Russisch: Баскетбольный клуб Спортивный Клуб Армии Алма-Ата) is een professionele basketbalclub uit Alma-Ata (Kazachstan).

## Geschiedenis
In 1978 werd SKA Alma-Ata opgericht. Het team speelde in de lagere divisies tot 1985 toen het team het eerste kampioenschap won. In de seizoenen 1988/89 en 1989/90 werd SKA uiteindelijk 4de om het Landskampioenschap van de Sovjet-Unie. In 1989 haalde Spartak de finale om de USSR Bekerwinnaar van het voorseizoen. Ze wonnen in de finale van Spartak Loehansk. In het seizoen 1991/92 begon het team als SKA, maar begin 1992 veranderde de naam in Zjoeldoez en werden ze tweede om het Landskampioen van het GOS. Na de ineenstorting van de Sovjet-Unie verhuisde het team samen met de technische staf naar Samara en werd CSK VVS. Later keerde de club terug naar Kazachstan en werd omgedoopt tot CSKA. Sinds 2014 heet de club Legioen-2. In het seizoen 2009/10 won de club het kampioenschap van de tweede liga van Kazachstan waar ze 24 van de 24 wedstrijden hadden gewonnen. Het team won het recht om te spelen in de Major League Kazachstan.

## Erelijst
- Landskampioen GOS:
  - Tweede: 1992

- USSR Bekerwinnaar van het voorseizoen: 1
  - Winnaar: 1989

## Bekende (oud)-spelers
- - Igor Gratsjev
- - Vladislav Konovalov
- - Oleg Melesjtsjenko
- - Valeri Tichonenko
- - Igor Tichonenko
- - Joeri Zjoekanenko
- - Viktor Berezjnyj

## Bekende (oud)-coaches
- - Anatoli Kim (1988)
- -- Oleg Kim
- -- Sergej Zozoelin(1980-1983)